# Mabel Parton
Mabel Bramwell Parton (Hampstead, Londres, Anglaterra, 22 de juliol de 1881 − Limpsfield, Surrey, 12 d'agost de 1962) fou una tennista britànica, guanyadora d'una medalla olímpica de bronze en els Jocs Olímpics d'Estocolm 1912.
Era filla de Sir Peter Squire i Mabel, reconegut farmacèutic britànic. Es casà en dues ocasions, primer amb Ernest George Parton (1906) i després amb el també tennista Theodore Mavrogordato (1924).
Va debutar a Wimbledon l'any 1904 amb 23 anys, i va participar en totes les edicions fins al 1928, amb l'excepció de les edicions suspeses per la Primera Guerra Mundial. Va arribar a jugar les semifinals individuals els anys 1911 i 1920, mentre que en dobles mixtos també va disputar les semifinals l'any 1913 amb Ethel Larcombe com a parella. En els Jocs Olímpics d'Estocolm de 1912 va concórrer a la competició individual femenina en pista interior, on fou eliminada en semifinals per la seva compatriota i finalment medalla d'or Edith Hannam, però en la final de consolació es va imposar a la tennista sueca Sigrid Fick, amb la qual cosa guanyà la medalla de bronze. També va disputar la prova de dobles mixtos amb el seu futur marit Theodore Mavrogordato.

## Jocs Olímpics

### Individual
| Any  | Campionat                                  | Oponent     | Resultat |
| ---- | ------------------------------------------ | ----------- | -------- |
| 1912 | Jocs Olímpics, Estocolm, Suècia (interior) | Sigrid Fick | 6−3, 6−3 |